# Aloys Sprenger

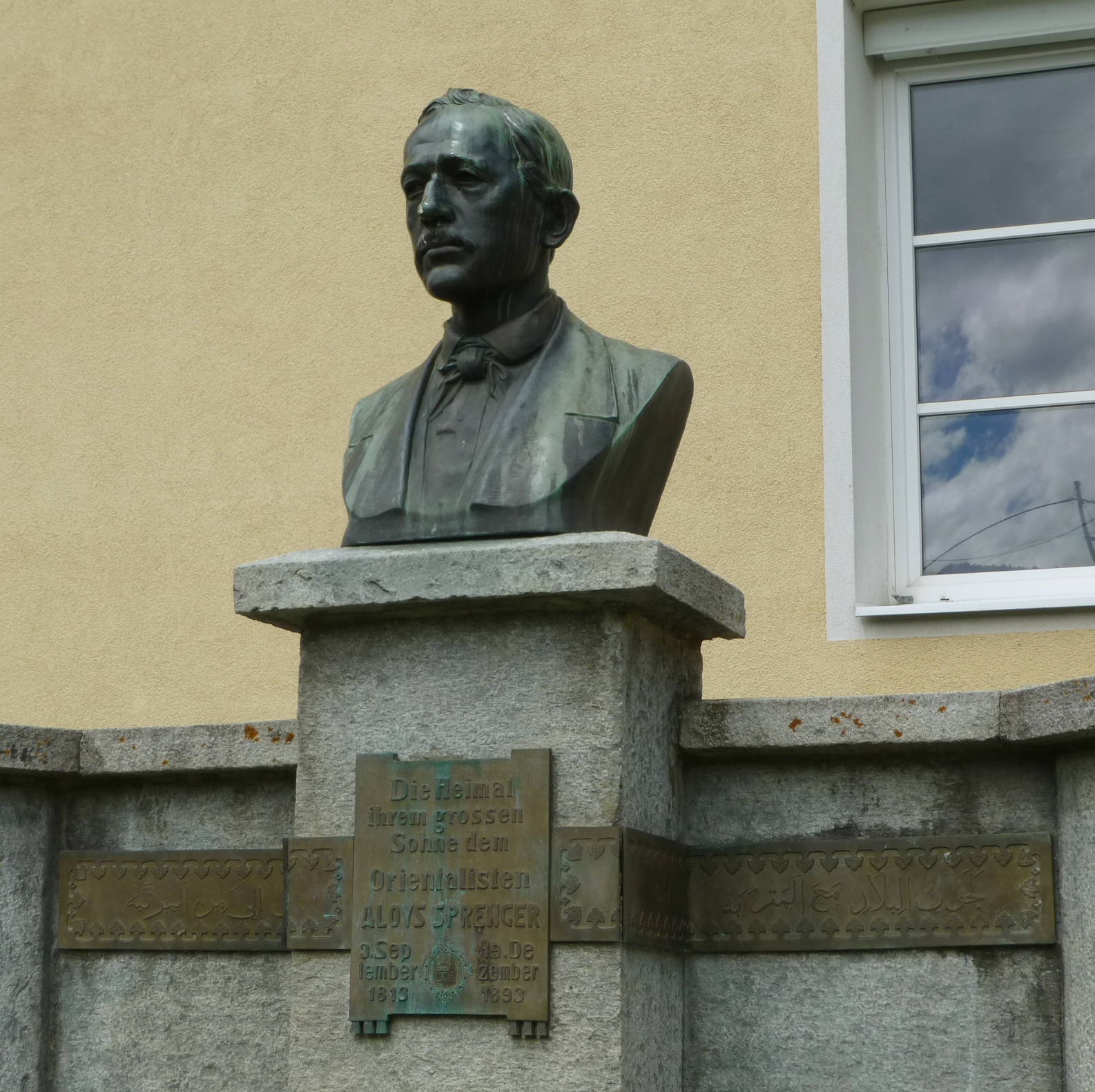
Büste und Gedenktafel in Nassereith (geschaffen von Franz Josef Kranewitter, anlässlich des 100. Geburtstages von Aloys Sprenger 1913)

Aloys Sprenger (* 3. September 1813 in Nassereith, Tirol; † 19. Dezember 1893 in Heidelberg) war ein österreichischer Orientalist.

## Leben
Aloys Sprenger war der Sohn des wohlhabenden Zolleinnehmers Christoph Sprenger und von dessen Ehefrau Therese Dietrich. Schon als Schüler des Akademischen Gymnasiums in Innsbruck erlernte er mehrere Sprachen (Latein, Griechisch, Englisch, Französisch, Italienisch, Spanisch und Hebräisch).

### Anfänge der wissenschaftlichen Laufbahn
An der Universität Wien studierte er ab 1832 Medizin und Naturwissenschaften, dann wandte er sich mehr und mehr den orientalischen Sprachen zu. Als akademische Lehrer prägten ihn vor allem Joseph von Hammer-Purgstall und Vinzenz Rosenzweig von Schwannau. Nach seiner Promotion in Orientalistik (Dr. phil.) hoffte Sprenger auf eine Stelle bei der K.k. Akademie für Orientalische Sprachen. Doch als Nichtadeligem blieb sie ihm trotz seiner wissenschaftlichen Qualifikation und trotz der Fürsprache Hammer-Purgstalls versagt.
Daraufhin ging Sprenger, der im Studium die Welten der indischen Kulturen für sich entdeckt hatte, 1836 dorthin, von wo aus Indien regiert wurde: nach London. Dort lernte er George FitzClarence, 1. Earl of Munster kennen, der aufgrund seiner Eindrücke als Offizier in Indien plante, eine Gesamtdarstellung zur Geschichte der Militärwissenschaft in den islamischen Ländern herausgegeben. Für ihn erschloss Sprenger die Quellen, darunter Manuskripte, die er in Bibliotheken in Österreich, in Deutschland, in den Niederlanden, in Frankreich und in Italien aufgespürt hatte, die er zusammenstellte und für FitzClarence aus dem Arabischen und Persischen übersetzte. Kritisch kommentierte er, dass britische Wissenschaftler einen reichen Bestand an Quellen in ihren Bibliotheken besaßen, jedoch wenig daraus machten: „Die Oxfordianer wachen – ähnlich einem östlichen Prinz mit hundert Frauen in seinem Harem – eifersüchtigst über ihre literarischen Schätze“, doch weil sie „keine spezielle Vorliebe für östliches Wissen haben, ziehen sie auch genausowenig Nutzen daraus“. Sprengers und FitzClarences grundlegendes Werk erschien 1840. George FitzClarence führte Sprenger in die Royal Asiatic Society ein, deren Präsident FitzClarence damals war. So ergaben sich für Sprenger auch Verbindungen zur Britischen Ostindien-Kompanie. Dann zwang der frühe Tod seines Förderers FitzClarence 1842 Sprenger dazu, ein anderes Einkommen zu finden.

### In Indien
Da die Universität Leiden 1840 Sprenger mit einer in lateinischer Sprache verfassten Dissertation über die Medizin zur Zeit des Abbasiden-Kalifates zum Dr. med. promoviert hatte, konnte Sprenger als Chirurg in den Dienst der British East India Company treten. 1842 reiste er mit Katharine Müller, seiner jungen Frau, nach Kalkutta, wo er Anfang 1843 ankam. In Bengalen wurde er jedoch nicht als Arzt eingesetzt, sondern im Schuldienst, als Direktor einer Madrasa in Hugli, nördlich von Kalkutta, und zwar mit dem Auftrag, den dort erteilten Unterricht hinsichtlich der Lehrinhalte und der Lehrweise zu erneuern. 1845 wurde er zum Rektor des Delhi College in Delhi ernannt, das später (1922) in der University of Delhi aufging. Er veranlasste die Übersetzung von Lehrwerken aus europäischen Sprachen in das Hindustani und gründete für deren Verbreitung sowie zum Druck wissenschaftlicher Bücher den Verlag Matba‘u ’l-‘Ulum. Zudem gründete er die  in Urdu erscheinende Wochenzeitschrift Qiranu ’s-Sa‘dain (auch als Qiran’us-Sa’dain transkribiert). Deren Titel bezeichnet, so Sprenger, „die Conjunction der beiden Glücksplaneten Jupiter und Venus, worunter der Occident und Orient zu verstehen war“. Der Zeitschriftentitel spricht insofern das Herzensanliegen Sprengers an: den Austausch zwischen östlicher und westlicher Bildung.
1847 wurde Sprenger als Rektor des Delhi College befristet freigestellt und nach Lakhnau entsandt, um dort die Manuskripte in der königlichen Bibliothek des Fürstenstaates Oudh zu sichten und einen Katalog zu erstellen. Damit war er bis zum Januar 1850 befasst. Der erste Band des Kataloges, der rund 10.000 Manuskripte verzeichnet, erschien 1854 in Kalkutta. Er bietet eine sorgfältige Beschreibung aller Hauptwerke der persischen Dichtkunst samt biographischen Annotationen zu den persischen Dichtern. So wurde er zu einem unerlässlichen Fundus für die Erforschung der neupersischen Literatur.
1850 wurde Sprenger zum Examinator, zum Dolmetscher der Regierung der Präsidentschaft Bengalen und zum Sekretär der Asiatischen Gesellschaft in Kalkutta bestellt. Diese Stellung ermöglichte Sprenger die Veröffentlichung mehrerer Werke, unter anderem das Dictionary of the Technical terms used in the sciences of the Musulmans (1854), mit einem wissenschaftsgeschichtlich bedeutsamen Anhang zur Entwicklung der Logik im arabischen Kulturkreis (The Logic of the Arabians), und Ibn Hajar’s biographical dictionary of persons who knew Mohammed (1856). Inmitten seiner wissenschaftlichen Arbeit fand Sprenger mehrfach Gelegenheit zu Bergtouren in den Himalaya.

### In Bern und Heidelberg
Von 1857 bis 1881 wirkte Sprenger als Professor der orientalischen Sprachen an der Universität Bern. Nach seiner Emeritierung zog er im November 1881 nach Heidelberg. Seine einzigartige Privatbibliothek, die Bibliotheca Orientalis Sprengeriana, eine erlesene Sammlung arabischer, persischer, hindustanischer und anderer Manuskripte und Drucke, hatte die königliche Bibliothek in Berlin angekauft.

## Wissenschaftliches Werk
Im Mittelpunkt von Aloys Sprengers wissenschaftlicher Arbeit stehen seine Untersuchungen zum Islam und zur islamischen Geschichte Indiens, sie bezeichnen den Auftakt der historisch-kritischen Orientforschung. Theodor Nöldeke hebt in seinem Überblick über die Geschichte der Koranforschung hervor, dass es Sprenger war, „der zuerst mit unglaublicher Belesenheit und einschneidendem Scharfsinn das Leben des Propheten zu untersuchen begann und dadurch eine neue Epoche in diesem Fache eröffnete“.
Bemerkenswert ist zudem, dass Sprenger darauf achtete, dass der wissenschaftliche Transfer nicht zur Einbahnstraße von Europa nach Indien und in den arabischen Kulturkreis wurde, sondern dass die wissenschaftlichen Errungenschaften des Orients im Okzident wahrgenommen wurden. Unter anderem sorgte er dafür, dass Beiträge der Asiatic Society of Bengal in die Zeitschrift der Deutschen Morgenländischen Gesellschaft (ZDMG), die führende orientalistische Fachzeitschrift, eingingen.

## Ehrungen
Ab 1858 war Sprenger korrespondierendes Mitglied der Preußischen Akademie der Wissenschaften. Er war Ehrendoktor der Universität Oxford, der Sapienza – Università di Roma und der Universität Gießen.

## Schriften
- De originibus medicinae arabicae sub khalifatu. Luchtmans, Leiden 1840.
- El-Masʾúdí’s historical encyclopaedia, entitled „Meadows of gold and mines of gems“. Translated from the Arabic. W.H. Allen, London 1841 (Digitalisat der Österreichischen Nationalbibliothek).
- als Herausgeber: Muḥammad Ibn-ʿAbd-al-Ǧabbār al-Utbī: Otby’s Tarykh Yamyny, or the history of Sultan Mahmud of Ghaznah. Delhi 1847 (arabisch).
- Notices of some copies of the Arabic work entitled “Rasàyil Ikhwàm al-cafâ”. In: Journal of the Asiatic Society of Bengal, Kalkutta 1848, S. 501–507.
- Litteraturbericht aus Ostindien. In: Zeitschrift der Deutschen Morgenländischen Gesellschaft, Band 3. 1849. S. 344–347 (Digitalisat).
- Ueber eine Handschrift des ersten Bandes des Kitáb Tabaqát al-kabyr vom Sekretär des Wáqidy. In: Zeitschrift der Deutschen Morgenländischen Gesellschaft, Band 3. 1849. S. 450–455 (Digitalisat).
- The Gulistân of Sady. Kalkutta 1851 (persisch).
- A Catalogue of the Arabic, Persian and Hindustani Manuscripts of the Libraries of Oudh. Kalkutta 1854.
- Dictionary of the technical terms used in the sciences of the musulmans. Kalkutta 1854.
- Soyuti’s Itqân on the exegetic sciences of the Qoran in Arabic. Kalkutta 1856.
- Ibn Hajar’s biographical dictionary of persons who knew Mohammed. Kalkutta 1856.
- Ueber das Traditionswesen bei den Arabern. In: Zeitschrift der Deutschen Morgenländischen Gesellschaft, Band 10. 1856. S. 1–17 (Digitalisat).
- Mohammad's Zusammenkunft mit dem Einsiedler Bahyrâ. In: Zeitschrift der Deutschen Morgenländischen Gesellschaft, Band 12. 1856. S. 238–249 (Digitalisat).
- Ueber die Bedeutung des edomitischen Wortes "Allûf" in der Bibel un des arabischen Wortes "Ylâf" im Korân. In: Zeitschrift der Deutschen Morgenländischen Gesellschaft, Band 12. 1856. S. 315–317 (Digitalisat).
- Über den Kalender der Araber vor Mohammad. In: Zeitschrift der Deutschen Morgenländischen Gesellschaft (ZDMG), Jg. 13 (1859), S. 134–175 (Digitalisat).
- Ueber den Ursprung und die Bedeutung des arabischen Wortes Nâmûs. In: Zeitschrift der Deutschen Morgenländischen Gesellschaft (ZDMG), Jg. 13 (1859), S. 690–701 (Digitalisat).
- Ibn Ishâq ist kein redlicher Geschichtsschreiber. In: Zeitschrift der Deutschen Morgenländischen Gesellschaft (ZDMG), Jg. 14 (1860), S. 288–290 (Digitalisat).
- Das Leben und die Lehre des Moḥammad, nach bisher grösstentheils unbenutzten Quellen. 4 Bände. Nicolai, Berlin 1861–1865; Nachdrucke: Olms, Hildesheim 2003, ISBN 3-487-12021-6 (Band 1), ISBN 3-487-12022-4 (Band 2), ISBN 3-487-12023-2 (Band 3), ISBN 3-487-12024-0 (Band 4).
- Post- und Reiserouten des Orients (= Deutsche Morgenländische Gesellschaft: Abhandlungen für die Kunde des Morgenlandes, Band 3, Nr. 3). Brockhaus Leipzig 1864 (Digitalisat der Bayerischen Staatsbibliothek); Nachdruck: Institut für islamisch-arabische Geschichte, Frankfurt am Main 1993.
- Die alte Geographie Arabiens als Grundlage der Entwicklungsgeschichte des Semitismus. Huber & Comp., Bern 1875 (Digitalisat der Universitäts- und Landesbibliothek Sachsen-Anhalt).
- Babylonien, das reichste Land in der Vorzeit und das lohnendste Kolonisationsfeld. Winter, Heidelberg 1886.
- Mohammed und der Koran. Eine psychologische Studie. Verlagsanstalt und Druckei A.-G., Hamburg 1889 (Digitalisat der Universitätsbibliothek Düsseldorf).